# Орден «Бойовий Хрест»
Орден «Бойовий Хрест» (вірм. Մարտական խաչ շքանշան) — державна нагорода Республіки Вірменії.
Заснований 22 квітня 1994 року.
Нагородження орденом Бойового Хреста проводиться за виняткову мужність, самовідданість і майстерність, проявлені в справі захисту і забезпечення безпеки Батьківщини.

## Черговість
Орден Бойового Хреста носиться на лівій стороні грудей після Ордена Вітчизни.

## Ступені
Орден Бойового Хреста має два ступені:
1. Орден Бойового Хреста I ступеня.
2. Орден Бойового Хреста II ступеня.

Вищий ступінь ордена Бойового Хреста — 1 ступінь.

### Орден Бойового Хреста I ступеня
Орденом Бойового Хреста I ступеня нагороджуються:
- військовослужбовці Збройних Сил та інших видів військ Республіки Вірменії за проявлену у справі захисту Батьківщини виняткову відвагу і особисту хоробрість, а також інші особи, за внесений значний внесок у справу оборони;
- старші командири Збройних Сил та інших видів військ Республіки Вірменії — за значні успіхи, досягнуті в ході бойових дій.

### Орден Бойового Хреста II ступеня
Орденом Бойового Хреста II ступеня нагороджуються:
- військовослужбовці та старші командири Збройних Сил та інших видів військ Республіки Вірменії — за вміле виконання бойових завдань, а також інші особи — за значний внесок у їх виконання;
- співробітники Міністерства внутрішніх справ, Державного управління національної безпеки, митних органів Республіки Вірменії, а також інші особи, за особисту мужність, виявлену в справі охорони громадського порядку.

## Процедура нагородження
Клопотання про нагородження орденом Бойового Хреста I і орденом Бойового Хреста II ступеня ініціюється міністерствами оборони і внутрішніх справ, державними управліннями національної безпеки та з надзвичайних ситуацій та Митним управлінням Республіки Вірменії.
Орденами Бойового Хреста нагороджує Президент Вірменії, видаючи про це укази.
Орденами Бойового Хреста нагороджуються громадяни Республіки Вірменії, іноземні громадяни та особи без громадянства.
Президент, Віце-президент Вірменії, депутати Верховної Ради та місцевих Рад Республіки Вірменії не можуть нагороджуватися державними нагородами Республіки Вірменія, в тому числі й Орденом Бойового Хреста.
Повторне нагородження Орденом Бойового Хреста одного й того же ступеня не проводиться.
Нагородження Орденом Бойового Хреста може проводитися також посмертно. В цьому випадку орден разом з посвідченням вручається сім'ї нагородженого.

## Пільги
Згідно з Законом Вірменії «Про соціальне забезпечення військовослужбовців і членів їхніх сімей» від 27 жовтня 1998 р. для кавалерів ордена Бойового Хреста I і II ступеня передбачена надбавка до пенсії у розмірі базової пенсії.